# Cadalen
Cadalen är en kommun i departementet Tarn i regionen Occitanien i södra Frankrike. Kommunen ligger i kantonen Cadalen som tillhör arrondissementet Albi. År 2022 hade Cadalen 1 540 invånare.

## Befolkningsutveckling
Antalet invånare i kommunen Cadalen
| Referens: INSEE |